# Erik Pauser
Björn Erik Pauser, född 24 januari 1957 i Linköping, är en svensk filmare och konstnär.

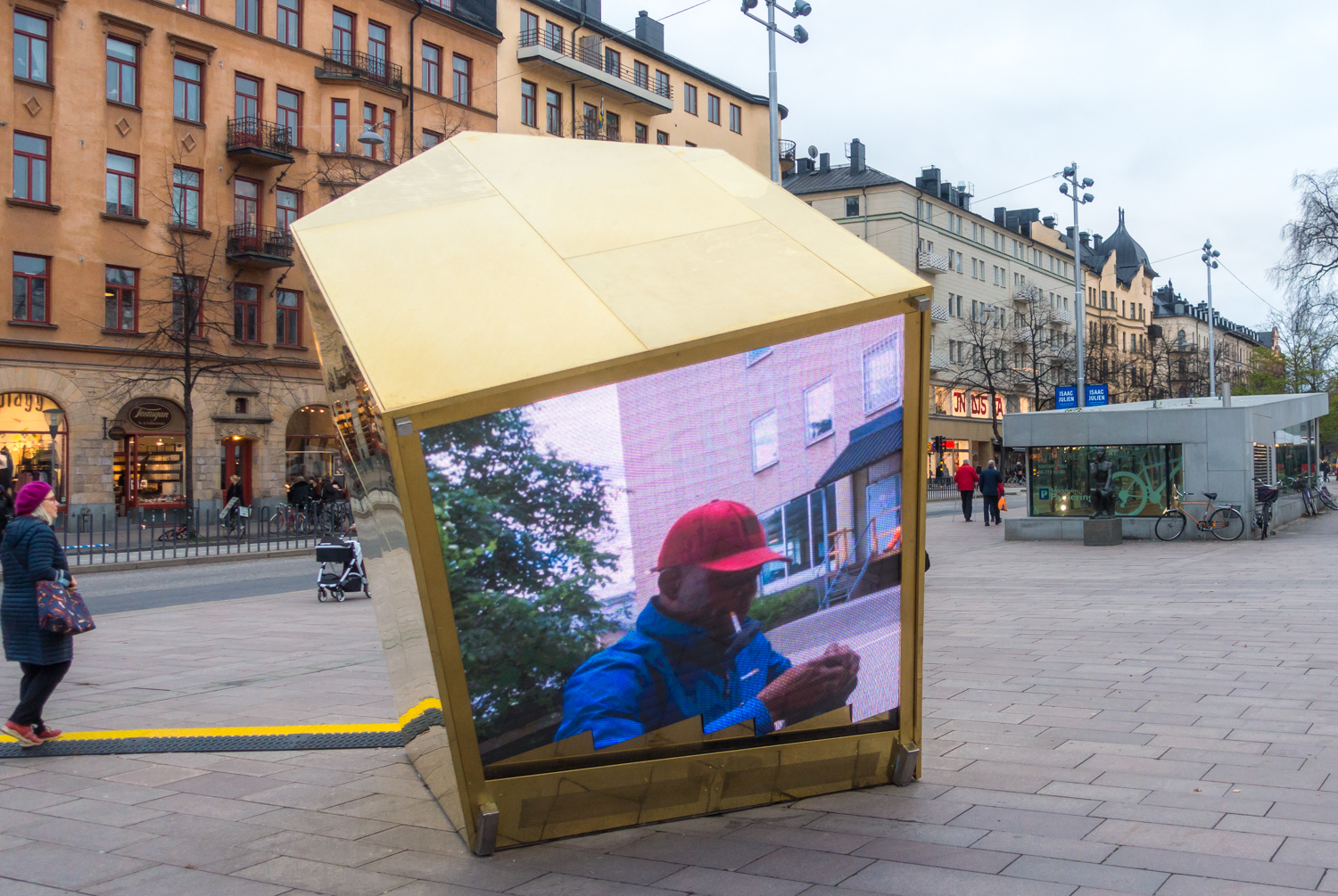
Filmskulpturen Huset 2018, tillfälligt uppställd på Odenplan i Stockholm under november 2018. Gestaltningen heter En plats i Europa och skildrar hemlöshet och ställs upp i olika städer i Sverige. Filmskulpturen, som är gjord av Erik Pauser, konstnären Cecilia Parsberg och arkitekterna Haval Murad och David Martinez Escobar, speglar sprickor i samhället.

Pauser har mestadels arbetat med film där han bland annat har han gjort filmen Lucky People Center International tillsammans med Johan Söderberg. 2012 visade han sitt verk The Two Faces of Roman Martinez för första gången på Göteborgs konsthall. Det var en film som projiceras på åtta dukar samtidigt och som handlar om vietnamkrigsveteranen Roman Martinez och hur hans trauma efter kriget har präglat hela hans familjs liv.
Pauser har gjort projekt tillsammans med Carl Michael von Hausswolff under det gemensamma namnet Phauss.
Tillsammans med Cecilia Parsberg, författaren Ana Valdés och Torbjörn Johansson  drev han webbsajten The Wall.